# Stanisław Łącki
Stanisław Łącki (ur. ok. 1811, zm. 1878) – prezydent miasta Częstochowy w latach 1861–?.

## Życiorys
Stanisław Łącki urodził się ok. 1811 roku prawdopodobnie w Woli Moszczenickiej jako syn Franciszka i Konstancji Brojek. W latach 50. XIX w. mieszkał w Wolborzu, gdzie był burmistrzem miasta, następnie przeniósł się do Łowicza, a w końcu dekady osiadł w Częstochowie. Od 1861 roku pełnił funkcję prezydenta Częstochowy, data złożenia urzędu nieznana.
Zmarł 9 maja 1878 roku w Częstochowie i został pochowany na cmentarzu przy ul. Ogrodowej, a po jego likwidacji nagrobek przeniesiono Cmentarz Kule w Częstochowie.
Żonaty z Anielą Trojanowską, miał trzy córki. Był teściem prezydenta Częstochowy, Piotra Wnorowskiego.